# 24069 Barbarapener
24069 Barbarapener là một tiểu hành tinh vành đai chính với chu kỳ quỹ đạo là 1480.6239382 ngày (4.05 năm).
Nó được phát hiện ngày 10 tháng 10 năm 1999.